# Stefan Budziaszek
Stefan Budziaszek, in den 1950er-Jahren Namensänderung in Buthner (* 24. April 1913 in Andrychów; † 23. November 1994) war ein polnischer Mediziner und Häftlingsarzt im KZ Auschwitz-Monowitz, wo er Lagerältester des Häftlingskrankenbaus wurde.

## Leben
Budziaszek war der Sohn von Florian Budziaszek und dessen Ehefrau Antonie, geborene Zielinski. Da sein Vater als Direktionsbeamter der Polnischen Eisenbahn nach Oświęcim versetzt wurde, wuchs er auch in der Stadt Auschwitz (deutsche Ortsbezeichnung) auf. Nach dem Ende seiner Schullaufbahn absolvierte er ein Studium der Medizin an der Universität Krakau und war anschließend eigenen Angaben zufolge als Assistenzarzt in Krakau tätig. Während der deutschen Besetzung Polens wurde er durch die Gestapo festgenommen und inhaftiert, wahrscheinlich hatte er dem polnischen Widerstand angehört.

## Häftling im KZ Auschwitz
Am 10. Februar 1942 wurde er aus dem Gefängnis Montelupich durch die Gestapo in das KZ Auschwitz überstellt, wo er die Häftlingsnummer 20.526 erhielt. Er wurde durch Angehörige der Lager-SS so schwer misshandelt, dass er einen Bruch des Unterarms erlitt. Zunächst war er in verschiedenen Arbeitskommandos eingesetzt u. a. als Zementmischer im Außenkommando Buna-Monowitz. Im September 1942 wurde er in das Außenlager Jawischowitz verlegt, wo er mit weiteren Häftlingsärzten den Krankenbau des Lagers aufbaute. Von dort wurde er am 20. Juni 1943 in das KZ Monowitz verlegt, wo er bis zur Evakuierung des Lagers im Januar 1945 Häftlingsarzt war und als Lagerältester den Häftlingskrankenbau leitete.

## Lagerältester im Häftlingskrankenbau des KZ Auschwitz-Monowitz
Budziaszek hatte den Posten des Lagerältesten (auch Revierältester) im Häftlingskrankenbau des KZ Auschwitz-Monowitz trotz nicht beendeter Facharztausbildung und bescheidener medizinischer Praxis erhalten, da er bei leitenden Angehörigen der Lager-SS seit seiner Tätigkeit im Außenlager Jawischowitz als durchsetzungsfähiges Organisationstalent galt. Da zu dieser Zeit die Sterberate im KZ Auschwitz-Monowitz sehr hoch war, sollte durch seinen Einsatz das „ökonomische Potential der Häftlingsarbeitskraft“ besser ausgenutzt werden können. Gegenüber dem ihm vorgesetzten SS-Lagerarzt Horst Fischer erfüllte er diese Erwartungen, da unter seiner Leitung der Häftlingskrankenbau erweitert, besser ausgestattet, mit fachlich versierten Häftlingsärzten besetzt und mit einem Operationssaal versehen wurde. Durch sein Wirken verbesserte sich die medizinische Situation im Häftlingskrankenbau erheblich. Aufgrund dieser Entwicklung erhielt Budziaszek durch Fischer und den medizinisch nicht sonderlich versierten SS-Sanitätsdienstgrad Gerhard Neubert gewisse Handlungsspielräume und wurde 1944 zu einem Ehrenhäftling in Monowitz ernannt. Im Gegensatz zu den anderen Häftlingen wurde es ihm aufgrund seiner privilegierten Stellung gestattet seine Haare lang zu tragen.
Er führte auf Weisung der SS-Lagerärzte mehrfach Vorselektionen an arbeitsunfähigen Häftlingen durch. Dabei soll er nach Aussagen von einigen Auschwitzüberlebenden mehr Häftlinge als notwendig und ausschließlich Juden selektiert haben. Zudem soll er an entkräfteten Häftlingen medizinisch nicht notwendige Schauoperationen vorgenommen haben. Von den kranken Häftlingen soll er jungen Häftlingen und Intellektuellen eine bevorzugte Behandlung zukommen haben lassen. Von einigen Auschwitzüberlebenden wurde er als polnischer Nationalist und Antisemit charakterisiert. Aus Häftlingssicht kollaborierte Budziaszek sehr eng mit der Lager-SS. Insbesondere die Häftlinge des kommunistischen Lagerwiderstands, welche zumeist die Funktionsposten in Auschwitz besetzten, reagierten ablehnend auf ihn und ließen ihn bespitzeln. Jedoch gelang es ihnen nicht Budziaszek von seinem Posten zu entfernen, da Fischer ihn protegierte. Durch den kommunistischen Lagerwiderstand wurde er vor weiterer antisemitischer Tätigkeit gewarnt.
Bernd C. Wagner leitet aus den Aussagen von Auschwitzüberlebenden zu Budziaszek, der sich später in Buthner umbenannte, folgende Thesen ab:
„Gegenüber der SS bewies Buthner eine große Willfährigkeit, die ihm auf der anderen Seite einen gewissen Handlungsspielraum verschaffte. Es war ihm offenbar ein besonderes Bedürfnis, sich in den Augen der SS-Ärzte positiv präsentieren zu können. Nur aus diesem Beweggrund scheinen auch die […] Schauoperationen erklärbar. Seine Mithilfe bei Selektionen war deshalb bisweilen von vorauseilendem Gehorsam geprägt […] Eine gewisse antisemitische Einstellung scheint Buthners Arbeit in der Tat geprägt zu haben; für die fast ausschließliche Selektion und Ermordung jüdischer Häftlinge war sie allerdings nicht entscheidend. Es deuten vielmehr alle Indizien darauf hin, daß dabei in der Regel eine vorher festgelegte Quote ausgewählt wurde. […]“

## Häftling im KZ Buchenwald und Nachkriegszeit
Mit einem Evakuierungstransport gelangte er im Januar 1945 in das KZ Buchenwald, wo er bis zur Befreiung des Lagers durch Truppen der US-Armee im April 1945 Häftling war. Durch die Lagerhaft waren ihm alle Zähne ausgefallen und er hatte eine Lungen-Tuberkulose. Er lebte nach seiner Befreiung und dem Aufenthalt in einem Lager für Displaced Persons in Westdeutschland. Seinen Lebensunterhalt bestritt er u. a. als Schiffsarzt und mit Vertretungstätigkeiten in einer Privatklinik. Der Auschwitzüberlebende Józef Cyrankiewicz von der Polnischen Sozialistischen Partei bescheinigte ihm im Mai 1946, dass „er vielen Menschen vor Gastransporten das Leben gerettet und Kontakt mit der geheimen Häftlingsorganisation gehabt habe“. Da Cyrankiewicz dem kommunistischen Lagerwiderstand angehörte, ist die Ausstellung dieser Bescheinigung erstaunlich.

## Karriere als plastischer Chirurg
Ab etwa 1947 war er an der chirurgischen Universitätsklinik in Göttingen tätig, wo er sich auf plastische und ästhetische Chirurgie spezialisierte. An der medizinischen Fakultät der Universität Göttingen wurde er 1948 zum Dr. med. promoviert und wirkte bis 1951 an der dortigen Universitätsklinik. Danach ließ er sich in Hannover als Arzt nieder und betrieb eine Privatklinik. Seinen Nachnamen ließ er in den 1950er Jahren in Buthner eindeutschen. Er war verheiratet und hatte einen Sohn.
Von der Stadt Langenhagen erwarb Buthner im Dezember 1959 für den Bau eines Krankenhauses ein Grundstück auf Erbbaurecht; in den Erbbauvertrag trat 1961 ein Arztkollege mit ein. Unter dem Namen „Krankenhaus am Silbersee GmbH“ (heute Paracelsus-Klinik am Silbersee Langenhagen) führte Buthner mit seinem Kompagnon von 1962 bis zum Verkauf des Krankenhauses die Einrichtung im Anfang Oktober 1982. Von 1985 bis 1987 war er Präsident der Deutschen Gesellschaft für Ästhetisch-Plastische Chirurgie.

## Nachwirkungen und Ermittlungen
Bereits 1946 wurde Budziaszek durch drei Auschwitzüberlebende in Frankreich angezeigt, die gegen ihn vorgebrachten Beschuldigungen wurden wahrscheinlich nicht weiter untersucht. Schon in der ersten Auflage des Buchs Der SS-Staat von Eugen Kogon führte dieser als negatives Einzelbeispiel für die verbrecherische Kooperation von Funktionshäftlingen und SS-Lagerärzten Budziaszek an. Kogon berief sich bei dieser Passage auf Aussagen von Stephan Heymann, der Häftlingsschreiber in Monowitz war und dem kommunistischen Lagerwiderstand angehört hatte. Budziaszek intervenierte bereits 1947 bei Kogon gegen diese negative Darstellung seiner Person und stritt die Beteiligung an KZ-Verbrechen ab. Kogon strich nach einem Gespräch mit Budziaszek und nach der Kenntnisnahme von anderslautenden Berichten die betreffende Passage, da Heymann möglicherweise als kommunistischer Häftling aus politischen Motiven gegen Budziaszek aktiv gewesen sei. In späteren Auflagen des Buchs findet sich nur der Hinweis, dass Budziaszek gegen diese Negativdarstellung protestiert habe, jedoch Heymann bei seiner Aussagen geblieben sei.
Im Zuge der Ermittlungen zum ersten Frankfurter Auschwitzprozess wurde Buthner 1959 in Zeugenaussagen belastet. Ein gegen ihn 1960 ergangener Haftbefehl wurde jedoch nicht vollstreckt. Buthner wurde 1964 erneut angezeigt. Daraufhin wurden die Ermittlungen gegen Buthner wieder aufgenommen und die Informationen der Zentralen Stelle der Landesjustizverwaltungen zur Aufklärung nationalsozialistischer Verbrechen sowie der Staatsanwaltschaft beim Landgericht Frankfurt am Main zusammengefasst bearbeitet. Im Mai 1966 wurden die Voruntersuchungen zum Fall Buthner an das Verfahren „Ontl und andere“ angehängt. Durch jüdische Auschwitzüberlebende und Angehörige des kommunistischen Lagerwiderstands wurde Buthner erheblich belastet, ehemalige polnische Häftlinge entlasteten ihn hingegen in ihren Aussagen. Die durch Heymann initiierten Aussagen gegen Buthner ließen sich im Verlauf der umfangreichen Ermittlungen nicht erhärten, da sich Zeugenaussagen teils widersprachen oder auf Hörensagen basierten und er auch in zahlreichen Auschwitzüberlebenden Fürsprecher hatte. Daher wurde Buthner am 12. September 1975 durch das Landgericht Frankfurt am Main außer Strafverfolgung gesetzt. Die ihm nachgewiesene Teilnahme an Selektionen im Häftlingskrankenbau des KZ Auschwitz-Monowitz wurde seinerseits auch nicht bestritten. Buthner hätte daher zwar Beihilfe zum Mord geleistet, dieser Umstand sei jedoch durch Notstand nach § 54 StGB entschuldigt.
Die ehemalige Häftlingsärztin und Auschwitzüberlebende Adélaïde Hautval, die als Gerechter unter den Völkern ausgezeichnet wurde, urteilte im Juni 1971 während einer Aussage folgendermaßen: „Ich möchte nachdrücklich bemerken, daß Budziszek Häftling war und sich damit in einer außergewöhnlichen Lage befunden hat“.